# Пиролагния
Пиролагния (от др.-греч. πῦρ — огонь, жар + λαγνεία — похоть; Пирофилия) — вид девиации, при которой половое возбуждение вызывается созерцанием пламени (свечей, камина, костра и т. п.) или пожара. В тяжёлой форме может сопровождаться патологическим стремлением к поджогам (пироманией). Встречается при расстройствах личности, олигофрении и других психических расстройствах.

## Этиология
Некоторыми пиролагния рассматривается как разновидность фетишизма, связанная с привлекательностью как самих горящих объектов, так и пожарных, их действий и техники.